# Lucio Barani
Lucio Barani (né le 27 mai 1953 à Aulla) est un homme politique italien, secrétaire du Nouveau PSI de 2011 à 2015, président du groupe parlementaire Alliance libéral-populaire-Autonomies.
Il a été maire de sa ville natale de 1990 à 2004 et est devenu parlementaire en 2006.